# Cast corale
Un cast corale, o ensemble cast, è un cast artistico di un film o di una fiction televisiva in cui tutti i principali interpreti hanno eguale importanza e appaiono sullo schermo all'incirca per lo stesso tempo. 
Tale tipo di cast, in particolare, consente una maggiore flessibilità agli sceneggiatori di serie televisive, in quanto viene loro consentito di incentrarsi su personaggi diversi in episodi differenti. L'eventuale abbandono di uno dei membri del cast principale, inoltre, danneggerebbe in misura minore la trama della serie, rispetto ad altre in cui vi sono personaggi principali molto più importanti di altri.
Esempi di film con un cast corale sono: la trilogia de Il Signore degli Anelli, le saghe di Guerre stellari e Fast & Furious, i film degli Avengers e de I Mercenari, film come Heat - La sfida, Magnolia, Love Actually - L'amore davvero, Sin City, Romance & Cigarettes, Bobby, Appuntamento con l'amore, Contagions, Capodanno a New York, Gangster Squad, Dunkirk. 
Uno tra i registi più noti ad aver creato film dal cast corale e dalla molteplicità di personaggi è Robert Altman; tra le sue opere, la componente della coralità si può ritrovare in modo brillante in film come: M*A*S*H, Anche gli uccelli uccidono, Nashville, Un matrimonio, America oggi, Gosford Park.
Esempi di serie televisive con un cast corale sono: Friends, Sex and the City, NCIS, Lost, Desperate Housewives, Criminal Minds, Heroes, Skins, The Big Bang Theory, Modern Family, The Walking Dead, Il Trono di Spade, American Horror Story, Élite.
I principali premi riservati ai cast corali dei film sono il National Board of Review Award al miglior cast e lo Screen Actors Guild Award per il miglior cast cinematografico. I cast corali delle serie televisive sono, invece, premiati principalmente con il Gemini Award per il miglior ensemble cast di una serie drammatica o commedia, lo Screen Actors Guild Award per il miglior cast in una serie drammatica e lo Screen Actors Guild Award per il miglior cast in una serie commedia.